# Gran Premi d'Hongria del 1999
Resultats del Gran Premi d'Hongria de la temporada 1999 disputat al circuit d'Hungaroring el 15 d'agost del 1999.

## Classificació
| Pos | No | Pilot                 | Equip                  | Voltes | Temps/ Retirada         | Pos. de sortida | Punts |
| --- | -- | --------------------- | ---------------------- | ------ | ----------------------- | --------------- | ----- |
| 1   | 1  | Mika Häkkinen         | McLaren - Mercedes     | 77     | 1h 46' 24. 4            | 1               | 10    |
| 2   | 2  | David Coulthard       | McLaren - Mercedes     | 77     | + 9.706 s               | 3               | 6     |
| 3   | 4  | Eddie Irvine          | Ferrari                | 77     | + 27.228 s              | 2               | 4     |
| 4   | 8  | Heinz-Harald Frentzen | Jordan - Mugen - Honda | 77     | + 31.815 s              | 5               | 3     |
| 5   | 16 | Rubens Barrichello    | Stewart - Ford         | 77     | + 43.808 s              | 8               | 2     |
| 6   | 11 | Damon Hill            | Jordan - Mugen - Honda | 77     | + 55.726 s              | 6               | 1     |
| 7   | 10 | Alexander Wurz        | Benetton - Playlife    | 77     | + 1' 01.012 min.        | 7               |       |
| 8   | 19 | Jarno Trulli          | Prost - Peugeot        | 76     | + 1 Volta               | 13              |       |
| 9   | 6  | Ralf Schumacher       | Williams - Supertec    | 76     | + 1 Volta               | 16              |       |
| 10  | 18 | Olivier Panis         | Prost - Peugeot        | 76     | + 1 Volta               | 14              |       |
| 11  | 17 | Johnny Herbert        | Stewart - Ford         | 76     | + 1 Volta               | 10              |       |
| 12  | 3  | Mika Salo             | Ferrari                | 75     | + 2 Voltes              | 18              |       |
| 13  | 23 | Ricardo Zonta         | BAR - Supertec         | 75     | + 2 Voltes              | 17              |       |
| 14  | 20 | Luca Badoer           | Minardi - Ford         | 75     | + 2 Voltes              | 19              |       |
| 15  | 14 | Pedro de la Rosa      | Arrows                 | 75     | + 2 Voltes              | 20              |       |
| 16  | 11 | Jean Alesi            | Sauber - Petronas      | 74     | Pressió del combustible | 11              |       |
| 17  | 21 | Marc Gené             | Minardi - Ford         | 74     | + 3 Voltes              | 22              |       |
| Ret | 22 | Jacques Villeneuve    | BAR - Supertec         | 60     | Embragatge              | 9               |       |
| Ret | 9  | Giancarlo Fisichella  | Benetton - Playlife    | 52     | Motor                   | 4               |       |
| Ret | 15 | Toranosuke Takagi     | Arrows                 | 26     | Transmissió             | 21              |       |
| Ret | 12 | Pedro Diniz           | Sauber - Petronas      | 19     | Virolla                 | 12              |       |
| Ret | 5  | Alessandro Zanardi    | Williams - Supertec    | 10     | Diferencial             | 15              |       |

## Altres
- Pole: Mika Häkkinen 	1' 18. 156

- Volta ràpida: David Coulthard 1' 20. 699 (a la volta 69)